# 红旗文稿
《红旗文稿》，是中国共产党中央委员会机关刊《求是》杂志的下属刊物，是综合性政治理论半月刊，16开本，总部地址在北京市东城区北河沿大街甲83号。单价人民幣5元，全年价人民幣120元。2018年，被中华人民共和国国家新闻出版广电总局新闻报刊司评为2017年全国“百强报刊”。